# 瑞士安樂死議題
瑞士是全世界第一個、也是少數可合法實施被動安樂死的國家。瑞士在1941年通過安樂死相關法案，合法化協助自殺；協助方式局限於為被動（例如除去病人的維生系統或讓病人停止服藥）而非主動（例如透過注射方式），限定須由醫師以外人士執行。
瑞士被動安樂死制度的接受者不限為瑞士公民，但隨著前往瑞士尋求被動安樂死的外籍人士漸增，瑞士也因此蒙上「自殺觀光業」的陰影。根據瑞士聯邦統計局資料顯示，1998年有43人在協助自殺下過世，2009年則來到近300人；而單在蘇黎世，每年有約200人尋求被動安樂死協助，其中很大比例為外國人。此外，尋求協助自殺的案例中，9成接受者的年齡超過55歲。

## 主動安樂死
所有的主動安樂死，例如對病患注射致命藥物，在瑞士仍是受禁止的。瑞士立法只允許為接受者提供藥物或器具，且不得涉於利益。

## 瑞士刑法第115條
瑞士在1937年通過刑法第115條，1942年生效。刑法第115條明定協助自殺只有在動機是為自身利益的條件下，方才被認定為犯罪。
協助自殺案件發生後，警方將主動介入調查。如果協助者沒有私人意圖，警方便會結束案件偵查。如果調查顯示，協助自殺並非病患的主動選擇，或協助者具有特別意圖，導致接受者權益受損時，案件便將導向訴訟。
1980年代，即在刑法第115條生效的40年後，瑞士社會逐漸引用法條承認協助自殺的機構的合法性。